# 誘心人
《誘心人》（英語：Closer）是一部2004年的美國劇情電影，由迈克·尼科尔斯執導及監製，茱莉娅·罗伯茨、娜塔莉·波特曼、裘德·洛及克萊夫·歐文主演。
故事改編自1997年的同名舞台劇，劇本更是由此劇的劇作家帕特里克·马伯親自執筆。舞台劇（及電影）的內容皆和莫札特的歌劇《女人皆如此》很相似，可說是此歌劇的現代版；兩者亦不時提到該歌劇，而電影更以歌劇的音樂為配樂。
舞台劇上演時，主角之一Dan是由克萊夫·歐文扮演，而在電影中，此角色的演員卻是裘德·洛。

## 剧情
在伦敦的一个早晨，作家丹-伍尔夫遇到了一个被车撞倒的美丽的美国女人，她不习惯英国的交通方向。在从医院回来的路上，他们在普士文公园停下。丹问她的名字，她说是爱丽丝-艾雷斯。他们很快就成了恋人。
一年后，丹根据爱丽丝的生活写了一本小说。在为小说拍照宣传时，他与美国摄影师安娜-卡梅伦调情并接吻。丹试图劝说安娜与他发生关系，但他们的谈话因爱丽丝的回来而中断。爱丽丝接着问安娜是否可以给她也拍一张肖像。安娜同意了，而爱丽丝要求丹在拍照时不要打扰他们。在拍照的时候，爱丽丝向安娜透露她偷听到了他们的谈话，她一边哭一边拍照。爱丽丝没有告诉丹她听到了什么，他们的关系继续下去，但丹花了一年时间来沉思他对安娜的感觉。
又过了一年，丹进入一个网络性爱聊天室，与英国皮肤科医生拉里-格雷交谈。丹假装是安娜，并邀请拉里在水族馆见面（安娜曾告诉丹她经常去那里）。拉里去赴约，偶然遇到了安娜，并得知自己是一个恶作剧的受害者。安娜告诉拉里，恶作剧很可能是丹搞的。很快，安娜和拉里成为一对。
四个月后，在安娜的摄影展上，拉里见到了爱丽丝，他从正在展出的她流泪的照片中认出了她。拉里从与安娜的谈话中知道，爱丽丝和丹是一对。丹劝说安娜与他交往。他们对各自的情人进行了一年的出轨，尽管安娜和拉里在这一年中结婚。最终，安娜和丹分别向各自的伴侣坦白了这段婚外情，他们都离开了各自的关系。
爱丽丝心碎了，再次成为一名脱衣舞女。有一天，拉里在脱衣舞俱乐部意外地碰到了她。他问她的真名，她说是简-琼斯。他要求做爱，但她拒绝了。后来，拉里和安娜见面喝咖啡。她要求他签署他们的离婚文件，拉里的条件是与他上床，这样他就会签署文件。安娜和丹见面，在她透露离婚文件已经签署后，丹意识到她已经和拉里发生了关系。安娜表示她这样做是为了让拉里永远离开，但丹很生气，不相信她。
心烦意乱的丹后来与拉里对质，试图让安娜回来。拉里说安娜从未提交过签署的离婚文件，并建议他回到爱丽丝身边。爱丽丝把丹接了回来，他们计划到美国去度假。在盖特威克机场的酒店房间里庆祝重归于好时，他们谈到了他们相遇的方式。在提到拉里后，丹问是否与他发生了关系。爱丽丝说不再爱丹了，她也确实和拉里睡过。丹原谅了她，但爱丽丝坚持说已经结束了，并让他离开。丹在吵架中打了爱丽丝一巴掌。
在影片的结尾，拉里和安娜在一起，而爱丽丝独自回到了纽约。当她通过移民检查站时，她的护照显示她的真名是简-琼斯，这表明她在与丹的四年关系中一直对自己的名字撒谎，但却对拉里说了实话，尽管他不相信。回到伦敦后，丹回到邮差公园，注意到英勇自我牺牲纪念碑的地砖上有爱丽丝-艾尔斯的名字。艾尔斯的献词是献给一位年轻女子的，"她以无畏的行为 "和 "以她自己年轻的生命为代价"，从火灾中救出了三个孩子。
最后一个场景与第一个场景相似，显示简独自走在纽约的大街上，被周围的几个男人盯着看。她穿过一个人行横道，上面挂着 "Don't Walk"标志。

## 評價

### 提名及獲獎
電影贏得以下獎項：
| 年份 | 獎                               | 類別 – 獲獎者                                                                   |
| ---- | -------------------------------- | ------------------------------------------------------------------------------- |
| 2005 | BAFTA獎                          | 最佳男配角 – 克萊夫·歐文                                                        |
| 2005 | 金球獎                           | 最佳電影男配角 – 克萊夫·歐文                                                    |
| 2005 | 金球獎                           | 最佳電影女配角 – 娜塔莉·波特曼                                                  |
| 2005 | Las Vegas Film Critics Society   | 最佳男配角 – 克萊夫·歐文                                                        |
| 2004 | 國家評論協會                     | Best Acting by an Ensemble – 裘德·洛、克萊夫·歐文、娜塔莉·波特曼及茱莉娅·罗伯茨 |
| 2004 | 紐約影評人協會                   | 最佳男配角 – 克萊夫·歐文                                                        |
| 2004 | San Diego Film Critics Society   | 最佳女配角 – 娜塔莉·波特曼                                                      |
| 2004 | Toronto Film Critics Association | 最佳男配角 – 克萊夫·歐文                                                        |

電影在以下獎項中被提名：
| 年份 | 獎                                 | 類別 – 入圍者                                                             |
| ---- | ---------------------------------- | ------------------------------------------------------------------------- |
| 2005 | 奧斯卡金像獎                       | 奧斯卡最佳男配角 – 克萊夫·歐文                                            |
| 2005 | 奧斯卡金像獎                       | 奧斯卡最佳女配角 – 娜塔莉·波特曼                                          |
| 2005 | American Screenwriters Association | Discover Screenwriting Award – Patrick Marber                             |
| 2005 | BAFTA獎                            | 最佳改編劇本 – Patrick Marber                                             |
| 2005 | BAFTA獎                            | 最佳女配角 – 娜塔莉·波特曼                                                |
| 2005 | Broadcast Film Critics Association | Best Acting Ensemble – 裘德·洛、克萊夫·歐文、娜塔莉·波特曼及茱莉娅·罗伯茨 |
| 2005 | Broadcast Film Critics Association | 最佳男配角 – 克萊夫·歐文                                                  |
| 2005 | Broadcast Film Critics Association | 最佳女配角 – 娜塔莉·波特曼                                                |
| 2005 | 金球獎                             | 最佳電影導演 – 迈克·尼科尔斯                                              |
| 2005 | 金球獎                             | 最佳戲劇類電影                                                            |
| 2005 | 金球獎                             | 最佳電影劇本 – Patrick Marber                                             |
| 2005 | Online Film Critics Society        | 最佳改編劇本 – Patrick Marber                                             |
| 2005 | Online Film Critics Society        | 最佳男配角 – 克萊夫·歐文                                                  |
| 2005 | Online Film Critics Society        | 最佳女配角 – 娜塔莉·波特曼                                                |
| 2005 | Satellite Award                    | 最佳男配角，劇情片 – 克萊夫·歐文                                          |
| 2005 | Satellite Award                    | 最佳女配角，劇情片 – 娜塔莉·波特曼                                        |
| 2005 | Satellite Award                    | 最佳剪接 – John Bloom and Antonia Van Drimmelen                           |
| 2005 | Satellite Award                    | 最佳改編劇本 – Patrick Marber                                             |
| 2005 | 青少年选择奖                       | 票选电影女演员：剧情类 – 娜塔莉·波特曼                                    |